# Nette (Niers)
De Nette is een zijrivier van de Niers in Noordrijn-Westfalen. Haar lengte bedraagt 28 km en het stroomgebied omvat 180 km².
De Nette ontspringt bij Dülken, een stadsdeel van Viersen. Vervolgens stroomt de Nette door Nettetal en mondt bij Wachtendonk uit in de Niers. De Nette maakt ook deel uit van het Duits-Nederlandse Natuurpark Maas-Swalm-Nette.